# Philippe Lacoue-Labarthe
Philippe Lacoue-Labarthe (Tours, 6 marzo 1940 – Parigi, 28 gennaio 2007) è stato un filosofo francese.

## Biografia
Allievo di Gérard Granel e Gérard Genette, ha insegnato per più di trent'anni all'Université Marc Bloch.
Anche critico letterario e traduttore, Lacoue-Labarthe è stato influenzato da Martin Heidegger, Jacques Derrida, Jacques Lacan, Paul Celan e dal Romanticismo tedesco - dei quali ha scritto intensivamente. Ha inoltre tradotto in francese opere di Heidegger, Paul Celan, Friedrich Nietzsche, Friedrich Hölderlin e Walter Benjamin.
Lacoue-Labarthe è stato membro e presidente del Collège international de philosophie.
Muore a 66 anni per insufficienza respiratoria all'ospedale Saint-Louis di Parigi, il 28 gennaio 2007.

## Opere
- Le Titre de la lettre: une lecture de Lacan (con Jean-Luc Nancy), 1973
  - Il titolo della lettera. Una lettura di Lacan, Astrolabio, Roma 1981
- L'Absolu littéraire: théorie de la littérature du romantisme allemand (con Jean-Luc Nancy), Le Seuil, 1978
- Le Sujet de la philosophie: Typographies 1, Flammarion, 1979
- Portrait de l'artiste, en général, Bourgois, 1979
  - Il ritratto dell'artista, in generale, a cura di Tiziano Santi, Il melangolo, Genova 2006
- L'Imitation des modernes: Typographies 2, Galilée, 1985
  - L'imitazione dei moderni, a cura di Pierangelo Di Vittorio, Palomar, Bari 1995
- Retrait de l'artiste en deux personnes, autour d'autoportraits de François Martin, FRAC Rhône-Alpes, 1985
- La Poésie comme expérience, Bourgois, 1986
- La Fiction du politique: Heidegger, l'art et la politique, 1988
  - La finzione del politico. Heidegger, l'arte e la politica, a cura di Giovanni Scibilia, Il melangolo, Genova 1991
- Sit venia verbo, con Michel Deutsch, Bourgois, 1988
- Musica ficta: figures de Wagner, Bourgois, 1991
  - La melodia ossessiva. Psicanalisi e musica, Feltrinelli, Milano 1980 (parziale)
- Le Mythe nazi (con Jean-Luc Nancy), 1991
  - Il mito nazi, a cura di Carlo Angelino, Il melangolo, Genova 1992
- Pasolini, une improvisation d'une sainteté, plaquette, William Blake & Co, 1995
- Métaphrasis, suivi de Le théâtre de Hölderlin, PUF, 1998
- Phrase, Bourgois, 2000
- Poétique de l'histoire, Galilée, 2002
  - Poetica della storia. Rousseau, Heidegger e il teatro dell'origine, Lanfranchi, Milano 2002
- Heidegger: la politique du poème, Galilée, 2002
- L'"Allégorie", suivi de "Un Commencement" de Jean-Luc Nancy, Galilée, 2006
- La Vraie Semblance, postumo a cura di Leonid Kharlamov, Galilée, 2008
- Préface à "La Disparition", 2009
  - Prefazione a "La scomparsa", a cura di Simone Regazzoni, Il melangolo, Genova 2009
- Écrits sur l'art, raccolta postuma, Les presses du réel, 2009
- Agonie terminée, agonie interminable. Sur Maurice Blanchot, Galilée, 2011
- La Réponse d'Ulysse et autres textes sur l'Occident, raccolta postuma a cura di Aristide Bianchi e Leonid Kharlamov, Éditions Lignes-Imec, 2012
- La conférence de Heidelberg (1988, con Jacques Derrida, Hans Georg Gadamer), a cura di Mireille Calle-Gruber, prefazione di Jean-Luc Nancy, Lignes-Imec, 2014